# Dance Love Pop
Dance Love Pop er det tredje album fra den svenske popsanger Agnes Carlsson og blev udgivet den 29. oktober 2008 Det er hendes første studiealbum siden albummet Stronger fra 2006.

## Sange
1. "Release Me" (A. Hansson, S. Vaughn, A. Carlsson) – 4:16
2. "On And On" (A. Hansson, S. Diamond) – 3:51
3. "Love Me Senseless" (A. Hansson, T. Leah) – 4:40
4. "How Do You Know" (A. Hansson, R. Shaw) – 3:50
5. "I Need You Now" (A. Hansson, S. Vaughn) – 3:46
6. "Look At Me Now" (A. Hansson, S. Diamond, A. Carlsson) – 3:56
7. "Don't Pull Your Love Out" (A. Hansson, K. DioGuardi) – 3:15
8. "Open Up Your Eyes" (A. Hansson, S. Diamond, A. Carlsson) – 3:37
9. "Sometimes I Forget" (A. Hansson, S. Diamond, A. Carlsson) – 4:15
10. "Big Blue Wall" (A. Hansson, S. Vaughn) – 4:39